# Η-Lírids
Els η-Lírids (amb codi ELY) són una pluja de meteors amb un potencial pic màxim el 9 de maig i una activitat entre el 3 i el 14 de maig. El seu radiant es troba a la constel·lació de la Lira, a l'estrella η-Lira. Els meteors estan associats al cometa C/1983 H1 (IRAS-Araki-Alcock). L'activitat procedent de la font va detectar-se durant els anys 80, però no va ser confirmada fins als 2000, quan l'activitat dels η-Lírids va incrementar.